# Honda NSR 125
L'Honda NSR 125 è una motocicletta stradale sportiva di piccola cilindrata prodotta dalla casa motociclistica giapponese Honda dal 1988 al 2001 e facente parte della serie denominata NSR.
Caratteristica comune a tutto il periodo di produzione era il motore due tempi capace di sviluppare, nella versione maggiormente prestazionale, una potenza di circa 30 CV all'albero motore. Il modello che ha ripreso tale segmento, pur essendo di una generazione nuova è la CBR 125R, è invece dotato di motore a quattro tempi, che è molto diverso rispetto al modello che sostituisce sotto tutti gli aspetti.
L'Honda NSR non è stata sempre la stessa per tutti gli anni di produzione, portando modifiche a ogni nuova serie. Tuttavia i due motori (JC20 per la prima e seconda serie e JC22 per la terza) sono pressoché totalmente intercambiabili. La valvola di scarico è controllata elettronicamente da una centralina, e prevede un ciclo di auto-pulizia all'accensione del quadro.

## Prima serie
La prima serie è stata prodotta dal 1988 al 1990 nelle varianti F (nuda), con faro rettangolare singolo e strumentazione montati sulla testa delle forcelle, 
La NSR rispetto alla NS era una moto completamente differente, niente era rimasto uguale, telaio, ciclistica e motore, estremamente più performante, come richiedeva il mercato d'oro delle ottavo di litro inizio anni novanta.
Il nuovo telaio non è più in tubi quadri in acciaio, ma formato un bitrave inclinato con supporti motore a triangolo; era costituito da due semigusci in lega di alluminio (destro e sinistro) ottenuti per pressofusione poi imbullonati al centro e all'altezza del cannotto di sterzo.
Questo procedimento consentiva precisioni nel montaggio superiori e costi di produzione inferiori. Il suggestivo telaio dorato è stato realizzato dalla italiana Grimeca che vanta essere stato "the first die-cast aluminium frame".
Il telaio era poi completato da un piccolo castello posteriore in tubi quadri in acciaio, imbullonato al telaio di alluminio principale, che sosteneva la sella, la batteria, il serbatoio dell'olio lubrificante e il parafango.
Le ruote ora sono sempre di misura differenziata, ma con anteriore da 17" e la posteriore da 18", inoltre sono a tre razze molto arcuate, un nuovo forcellone, il nuovo carburatore da 28 mm, l'adozione di un nuovo motore, con misure quadre e non più superquadre, così come la sospensione, le forcelle, il nuovo impianto frenante, che viene maggiorato e l'impianto di scarico completamente ridisegnato.

## Seconda serie

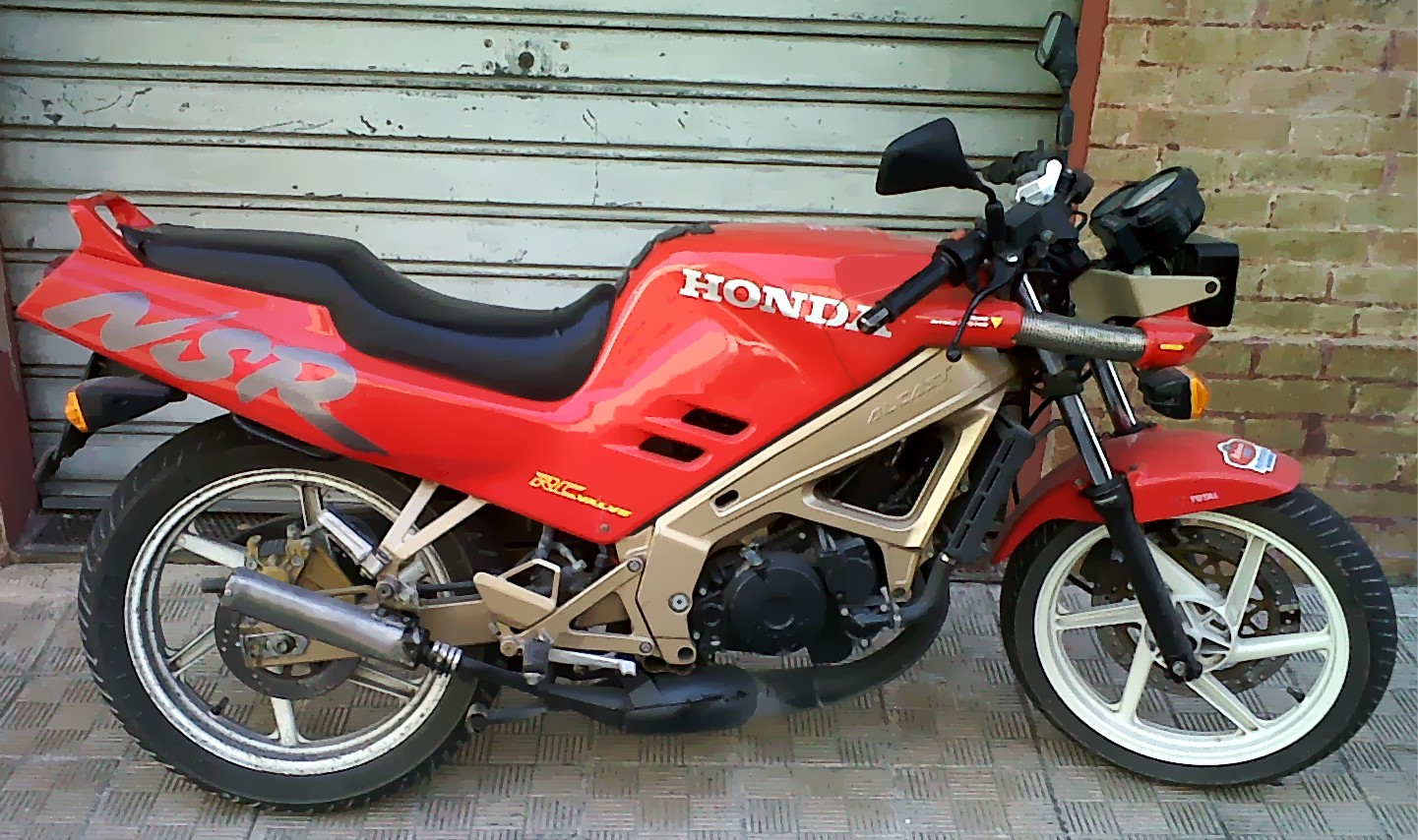
Honda NSR 125 FII, seconda serie della Honda NSR nella versione scarenata

La seconda serie è molto simile alla prima, fu prodotta dal 1991 al 1993 sempre in due versioni: FII (nuda) e R (carenata).
Furono elaborate nuove carenature per la R, più avvolgenti e grintose (soprattutto il parafango anteriore), nuove combinazioni di colori e le ruote con un innovativo disegno a sei razze. Il freno posteriore divenne anch'esso a disco.
Piccolo particolare, nella versione nuda, la NSR 125 FII, la strumentazione ed il faro furono collocati su un piccolo telaio che non era più solidale con la testa delle forcelle ma era collegato direttamente al telaio principale.

## Terza serie

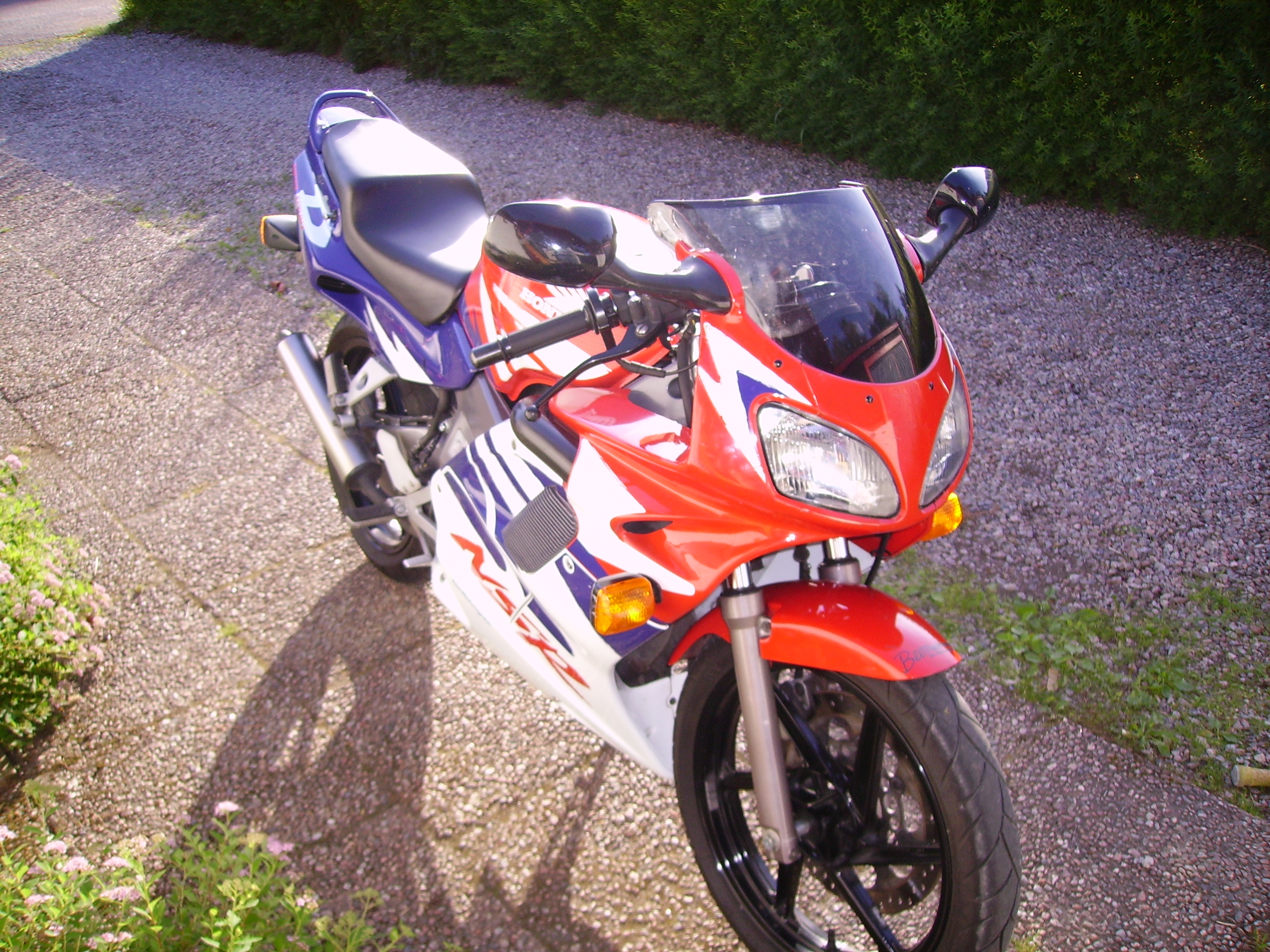
NSR 125 terza serie

La terza serie, inizialmente venduta insieme alle rimanenze della seconda serie, nella versione F Raiden (nuda) e nella versione R (carenata), si distingue (nella versione carenata) per i fari a "occhio di volpe" e per il nuovo telaio Z-Frame ed è stata prodotta dal 1992 al 2003.
Inizialmente fu presentata (Maggio 1992 - Autodromo del Mugello) la sola versione F Raiden (JC22), seguita l'anno successivo dalla versione carenata RP e, nel 1994, dalla versione SP (JD00).
Questa terza serie apportò grandi modifiche sia estetiche che ciclistiche, cambia il telaio, sempre a gusci imbullonati di alluminio ma con una nuova forma, che prende il nome di Z-frame,
nuovo il forcellone e nuove le carenature e anche il serbatoio, ora in lamiera e non in plastica posizionato sotto la carenatura. Lo Z-frame era utilizzato da Honda anche su altre moto di piccola cilindrata, come la CBR250RR. Honda sosteneva che tale profilo garantiva un abbassamento di baricentro e una rigidità torsionale maggiore.
Rimane praticamente uguale invece il motore, già estremamente all'avanguardia per il momento in cui era uscito.
In Italia per i primi cinque anni vennero presentate nella versione a piena potenza (19 kW) e limitata (8 kW), poi dal 2001 al 2003 solo depotenziata a causa dell'entrata in vigore delle nuove norme relative alla patente di guida.
La produzione terminò perché le norme anti-inquinamento dell'EU diventarono sempre più pesanti e visto che il mercato era anche ricco di rivali, prime tra tutte la Cagiva con la Mito e l'Aprilia con l'RS. L'Honda pagava la maggior affidabilità del motore con una potenza minore dello stesso.
La versione Raiden restò in produzione solo per due anni, sempre con parte delle carene della versione R, ma con un faro che rimane quadrato, anche se molto più arrotondato rispetto alla serie precedente. Ai lati del faro sono presenti due tubi di aspirazione. Essi non sono per un airbox in pressione, ma servono per "nascondere" i cavi elettrici della strumentazione e del faro. Tuttavia, essi riforniscono il motore di aria fresca.
A causa di un noto problema al freno anteriore (che con l'uso poteva rimanere attaccato al disco surriscaldandosi), sulla terza serie venne montato un disco semi flottante, per risolvere definitivamente la questione.